# Agnieszka Smoczyńska
Agnieszka Smoczyńska (ur. 18 maja 1978 we Wrocławiu) – polska reżyserka i scenarzystka filmowa oraz teatralna.

## Życiorys
Jej wykształcenie obejmuje studia z historii sztuki na Uniwersytecie im. Adama Mickiewicza w Poznaniu (2001), kulturoznawstwa na Uniwersytecie Wrocławskim (2002) oraz reżyserii na Wydziale Radia i Telewizji im. Krzysztofa Kieślowskiego Uniwersytetu Śląskiego w Katowicach (2005), a także w Mistrzowskiej Szkole Reżyserii Filmowej Andrzeja Wajdy w Warszawie (2006). 
Jest autorką filmów fabularnych, krótkich filmów fabularnych i dokumentalnych, serial telewizyjnych oraz spektakli Teatru Telewizji. Wśród jej najważniejszych dzieł znajdują się Córki dancingu (2015) – muzyczny horror o syrenich siostrach w Warszawie, Fuga (2018) – o kobiecie cierpiącej na fugę dysocjacyjną, oraz Silent Twins (2022) – dramat biograficzny o June i Jennifer Gibbons, bliźniaczkach komunikujących się wyłącznie ze sobą. Te filmy zdobyły liczne nagrody, w tym Złote Lwy na Festiwalu Polskich Filmów Fabularnych za Silent Twins. W 2023 roku została członkinią Amerykańskiej Akademii Sztuki i Wiedzy Filmowej (AMPAS), należy również do Stowarzyszenia Filmowców Polskich.

## Filmografia
- Aria Diva (2008) – scenariusz i reżyseria
- Plebania (2009–2012) – reżyseria (odc. 1240–1244, 1286–1290, 1306–1310, 1336–1340, 1519–1520, 1523, 1529–1533, 1554–1558, 1720–1724, 1735–1739, 1800–1809, 1825–1829)
- Ki (2011) – asystent reżysera
- Na dobre i na złe (2013–2014) – reżyseria (odc. 529, 545–547, 559–560)
- Córki dancingu (2015) – reżyseria
- 1983 (2018) – reżyseria (odc. 7)
- Fuga (2018) – reżyseria
- The Field Guide to Evil n. Kindler i dziewica – reżyseria
- Warrior Nun (2020) – reżyseria (odc. 3–4)
- Silent Twins (2022) – reżyseria
- Absolutni debiutanci (2023) – rola członkini komisji egzaminacyjnej

Źródło:.

## Spektakle Teatru Telewizji
- Sceny z Powstania... (2004) – scenariusz i reżyseria
- Wasza wysokość (2015) – reżyseria

## Teatr
- Święta Kluska (2018) – reżyseria[7]

## Nagrody
- 2003 – II nagroda Koszalińskiego Festiwalu Debiutów Filmowych „Młodzi i Film” w kategorii etiud studenckich za film Kapelusz
- 2003 – Brązowy Dinozaur na X MFF „Etiuda & Anima” w Krakowie dla filmu Kapelusz
- 2003 – wyróżnienie na VII MFF Off Cinema w Poznaniu dla filmu Kapelusz
- 2003 – nagroda główna II FF Slamdance Poland we Wrocławiu w konkursie w kategorii filmów krótkometrażowych dla filmu Kapelusz
- 2004 – wyróżnienie na Węgiel Student Film Festiwal w Cieszynie za film 3 Love
- 2004 – OSKARIADA - nagroda Kino Polska TV w kategorii filmów niezależnych - za film Kapelusz
- 2004 – Srebrna KANewka na Festiwalu Kina Amatorskiego i Niezależnego KAN 2004 we Wrocławiu w kategorii dokumentu
- 2004 – nagroda specjalna Pomocna Dłoń Kompanii M3 na II Toruńskim Offowym Festiwalu Filmowym TOFFI za najbardziej pozytywny przekaz w filmie Kapelusz
- 2004 – II nagroda na Międzynarodowym Przeglądzie Filmów Amatorskich „Jutro Filmu” w Warszawie za film Kapelusz
- 2005 – Złoty OFF na III MFF OFFensiva we Wrocławiu za film fabularny 3 Love
- 2005 – III nagroda na I Międzynarodowym Festiwalu Filmowym Young Film Festival we Wrocławiu za film 3 Love
- 2006 – nagroda na Międzynarodowym Festiwalu Filmów Krótkometrażowych w Brnie dla najlepszego filmu studenckiego - etiudę 3 Love
- 2006 – Srebrna KANewka na KAN Festiwal Kina Amatorskiego i Niezależnego we Wrocławiu za film 3 Love
- 2008 – nagroda specjalna Stowarzyszenia Filmowców Polskich na 33. Festiwalu Polskich Filmów Fabularnych w Gdyni w konkursie „Młode Kino Polskie” za film Aria Diva
- 2008 – Srebrny Smok dla najlepszego filmu fabularnego na Krakowskim Festiwalu Filmowym - Międzynarodowym Konkursie Filmów Krótkometrażowych za film Aria Diva
- 2008 – Srebrny Lajkonik dla najlepszego filmu fabularnego na Krakowskim Festiwalu Filmowym - Konkursie Polskim za film Aria Diva
- 2008 – nagroda dla filmu fabularnego w Konkursie Polskich Filmów Krótkometrażowych na Międzynarodowym Festiwalu Filmowym „Era Nowe Horyzonty” we Wrocławiu za film Aria Diva
- 2008 – wyróżnienie na Festiwal Filmu i Sztuki „Dwa Brzegi” w Kazimierzu Dolnym dla filmu Aria Diva
- 2008 – Nagroda na 4. Nowojorskim Festiwalu Filmu Polskiego dla krótkiego metrażu dla filmu Aria Diva za "zaskakująco profesjonalną adaptację opowiadania Olgi Tokarczuk"
- 2008 – Nagroda Główna 12. Międzynarodowego Festiwalu Filmów Krótkometrażowych i Dokumentalnych w Ismaili - w konkursie krótkometrażowym dla filmu Aria Diva
- 2009 – Nagroda na 4. Międzynarodowym Festiwalu Kina Autorskiego - Konkurs Młodego Kina w Batumi dla Najlepszego Reżysera za film Aria Diva
- 2010 – nagroda dla filmu dokumentalnego w Konkursie Polskich Filmów Krótkometrażowych na Międzynarodowym Festiwalu Filmowym „Era Nowe Horyzonty” we Wrocławiu za film Viva Maria!
- 2015 – nagroda na 40. Festiwalu Filmowym w Gdyni za debiut reżyserski lub drugi film - film Córki dancingu
- 2016 – nagroda na 21. Wileńskim MFF „Wiosna Filmowa” za najlepszą reżyserię - film Córki Dancingu
- 2016 – Polska Nagroda Filmowa, Orzeł w kategorii odkrycie roku za reżyserię filmu Córki dancingu
- 2018 – nagroda na 43. Festiwalu Polskich Filmów Fabularnych w Gdyni za debiut reżyserski lub drugi film - film Fuga
- 2022 – Złote Lwy na 47. Festiwalu Polskich Filmów Fabularnych w Gdyni za film Silent Twins[8]
- 2022 – Nagroda Filmowa Marszałka Województwa Kujawsko-Pomorskiego im. Poli Negri za inspirującą harmonię obrazu i dźwięku w filmach przyznana na Fonomo Music & Film Festiwal, Kujawy i Pomorze[9]
- 2023 – Nagroda im. Wojciecha Jerzego Hasa

Źródło:.